# 宮川智恵子
宮川 智恵子（みやかわ ちえこ）は 日本のアニメーター。

## 来歴
大学卒業後、専門学校を経てアニメ業界入りした。

## 参加作品

### テレビアニメ
2004年
- BLEACH
- ケロロ軍曹

2005年
- ふしぎ星の☆ふたご姫

2006年
- エア・ギア（作画監督）
- 出ましたっ!パワパフガールズZ

2007年
- もえたん（作画監督）
- しゅごキャラ!
- キミキス（作画監督）

2008年
- クリスタル ブレイズ（作画監督）
- とらドラ!（作画監督）

2009年
- 初恋限定。
- クッキンアイドル アイ!マイ!まいん!
- とある科学の超電磁砲（作画監督）

2010年
- 会長はメイド様!（作画監督）
- ひめチェン!おとぎちっくアイドル リルぷりっ

2011年
- もしドラ（キャラクターデザイン・作画監督・総作画監督）
- BLOOD-C（作画監督）

2012年
- Another（作画監督）
- 灼眼のシャナIII-FINAL-（作画監督）
- ゼロの使い魔F（作画監督）
- 黒子のバスケ（2012年 - 2015年、作画監督）
- シャイニング・ハーツ（作画監督）

2013年
- アラタカンガタリ〜革神語〜（総作画監督）

2014年
- 月刊少女野崎くん（作画監督）

2016年
- ハルチカ〜ハルタとチカは青春する〜（作画監督）
- クロムクロ（作画監督）

2017年
- 有頂天家族2（作画監督）
- GRANBLUE FANTASY The Animation（作画監督）

2018年
- 銀河英雄伝説（2018年 - 2022年、作画監督）
- 色づく世界の明日から（作画監督）

2019年
- 歌舞伎町シャーロック（作画監督）
- 放課後さいころ倶楽部（総作画監督）

2020年
- アルテ（キャラクターデザイン・総作画監督）
- A3! SEASON AUTUMN & WINTER（作画監督）

2021年
- ブルーピリオド（作画監督・総作画監督）

2022年
- Extreme Hearts（OP作画監督）
- SPY×FAMILY（作画監督）

2023年
- 魔術士オーフェン（総作画監督）

2024年
- 怪獣8号（作画監督）
- ハズレ枠の【状態異常スキル】で最強になった俺がすべてを蹂躙するまで（作画監督）
- 義妹生活（作画監督）
- 来世は他人がいい（作画監督・総作画監督）
- ブルーロック VS. U-20 JAPAN（作画監督）

2025年
- マジック・メイカー 〜異世界魔法の作り方〜（総作画監督）

### 劇場アニメ
- 劇場版 黒子のバスケ LAST GAME（2017年、作画監督）
- 劇場版 SPY×FAMILY CODE: White（2023年、原画）

### OVA
- ひぐらしのなく頃に礼（2009年、作画監督）
- Vassalord.（2013年、キャラクターデザイン）

### その他
- 銀河英雄伝説（マッグガーデン・ノベルズ、口絵）